# Bluetooth

Biểu tượng Bluetooth

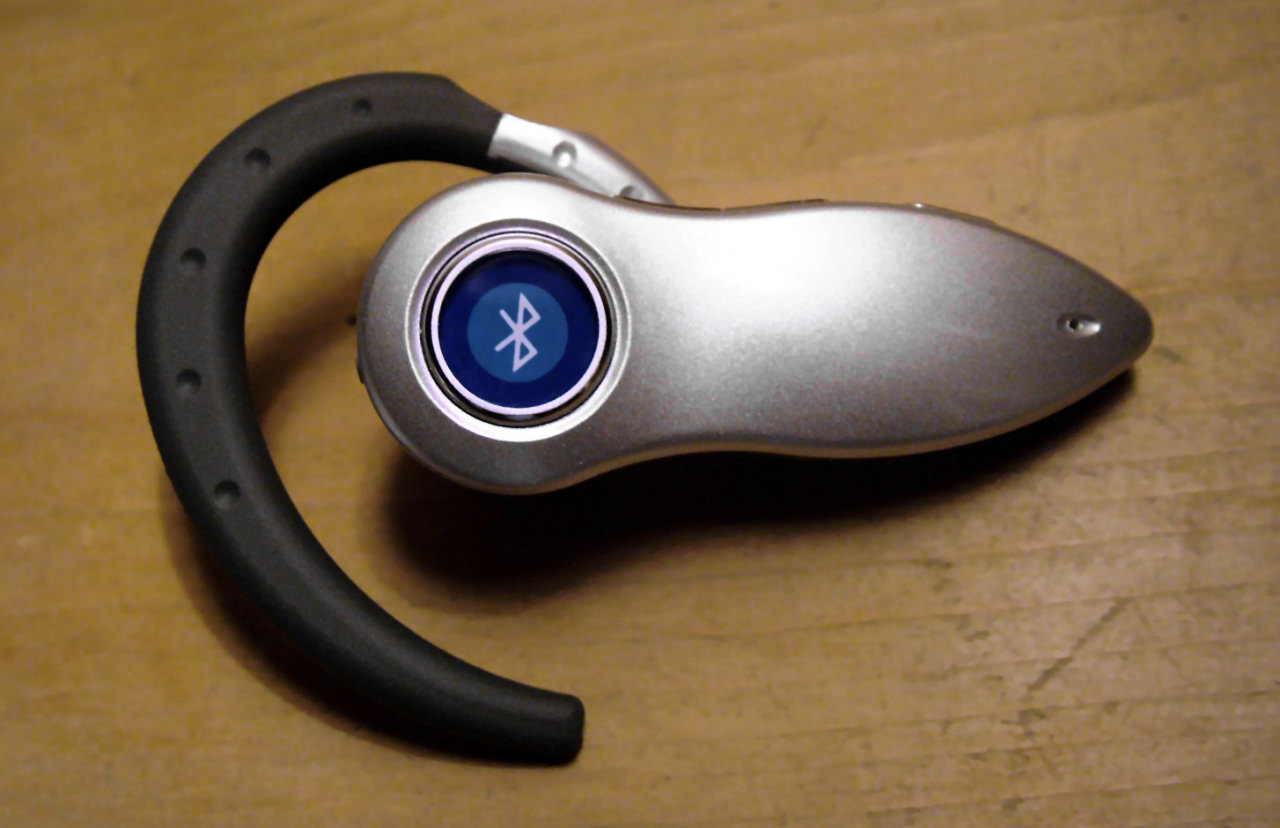
Một tai nghe Bluetooth cho điện thoại di động

Bluetooth là một chuẩn công nghệ truyền thông không dây tầm gần giữa các thiết bị điện tử. Công nghệ này hỗ trợ việc truyền dữ liệu qua các khoảng cách ngắn giữa các thiết bị di động và cố định, tạo nên các mạng cá nhân không dây (Wireless Personal Area Network-PANs).
Bluetooth có thể đạt được tốc độ truyền dữ liệu 1Mb/s. Bluetooth hỗ trợ tốc độ truyền tải dữ liệu lên tới 720 Kbps trong phạm vi 10 m–100 m. Khác với kết nối hồng ngoại (IrDA), kết nối Bluetooth là vô hướng và sử dụng dải tần 2,4 GHz. Ở chế độ được sử dụng rộng rãi nhất, công suất truyền được giới hạn ở mức 2,5 milliwatt.
Thuật ngữ "Bluetooth" (có nghĩa là "răng xanh") được đặt theo tên của một vị vua Đan Mạch, vua Harald Bluetooth, người Viking nổi tiếng về khả năng giúp mọi người có thể giao tiếp, thương lượng với nhau, vào thế kỷ thứ 10, chính ông là vị vua viking đầu tiên chấp nhận Cơ đốc giáo, biến cơ đốc thành quốc giáo của Đan Mạch

## Từ nguyên
Tên "Bluetooth" được đề xuất vào năm 1997 bởi Jim Kardach của Intel, người đã phát triển một hệ thống cho phép điện thoại di động giao tiếp với máy tính. Vào thời điểm đề xuất này, ông đang đọc cuốn tiểu thuyết lịch sử của Frans G. Bengtsson The Long Ships về người Viking và vua Đan Mạch thế kỷ 10 Harald Bluetooth.
Bluetooth là phiên bản Anh hóa của tiếng Scandinavia Blåtand/Blåtann (hay tiếng Norse cổ blátǫnn). Đó là hình dung từ của Vua Harald Bluetooth, người đã thống nhất các bộ lạc Đan Mạch bất hòa thành một vương quốc duy nhất. Hàm ý rằng Bluetooth hợp nhất các giao thức truyền thông.

## Lịch sử phát triển
Đặc tả Bluetooth được phát triển đầu tiên bởi Ericsson (hiện nay là Sony Ericsson và Ericsson Mobile Platforms), và sau đó được chuẩn hoá bởi Bluetooth Special Interest Group (SIG). Chuẩn được công bố vào ngày 20 tháng 5 năm 1999. Ngày nay được công nhận bởi hơn 1800 công ty trên toàn thế giới. Được thành lập đầu tiên bởi Sony Ericsson, IBM, Intel, Toshiba và Nokia, sau đó cùng có sự tham gia của nhiều công ty khác với tư cách cộng tác hay hỗ trợ. Bluetooth có chuẩn là IEEE 802.15.1.
Theo Bluetooth SIG, hiện có hơn 90% điện thoại smartphone có tính năng Bluetooth, bao gồm các hệ điều hành IOS, Android và Windows.

## Ứng dụng

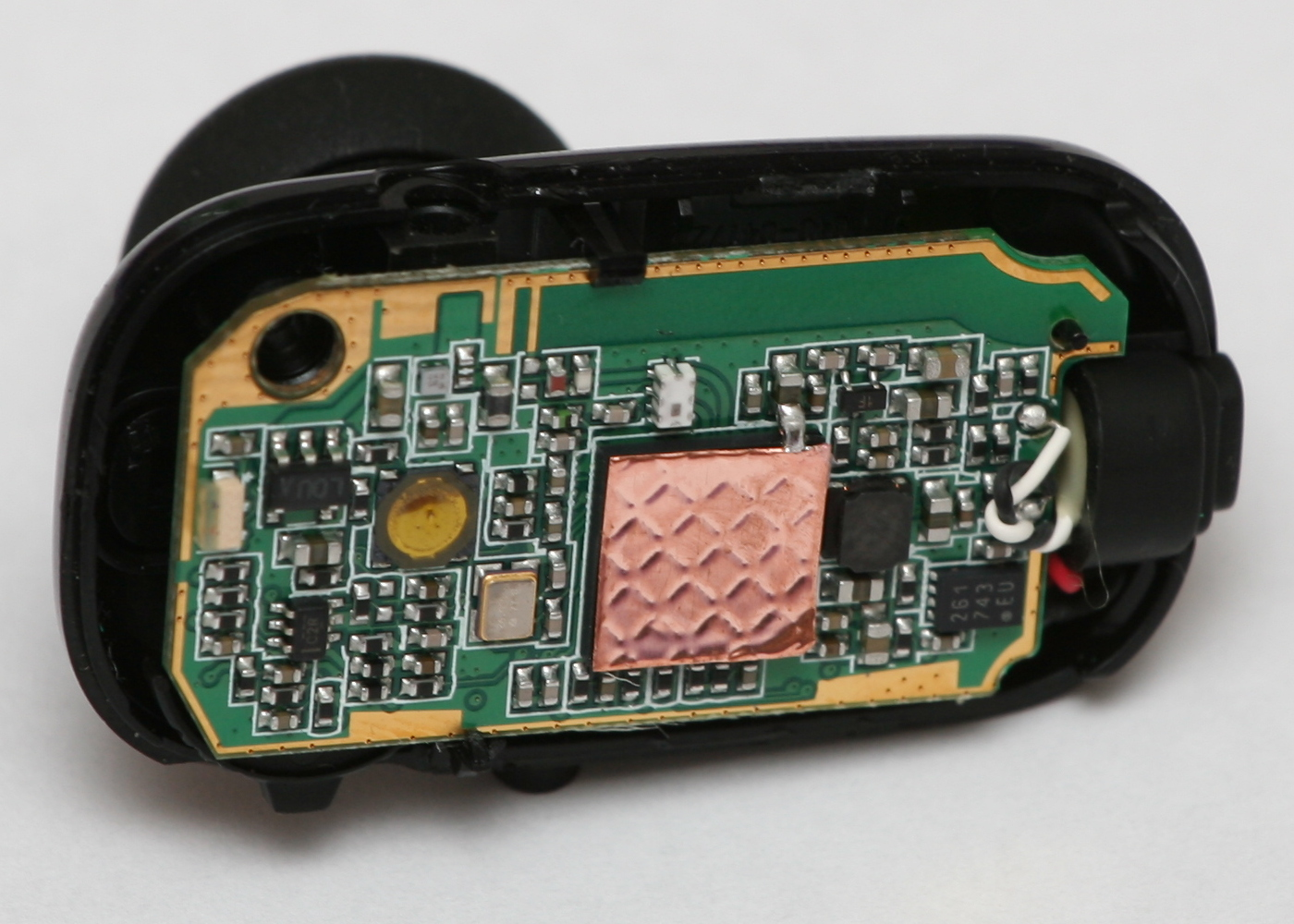
Cấu tạo bên trong tai nghe Nokia BH-208

Bluetooth cho phép kết nối và trao đổi thông tin giữa các thiết bị như điện thoại di động, điện thoại cố định, máy tính xách tay, PC, máy in, thiết bị định vị dùng GPS, máy ảnh số, và video game console.
Các ứng dụng nổi bật của Bluetooth gồm:
- Điều khiển và giao tiếp không dây giữa một điện thoại di động và tai nghe không dây.
- Mạng không dây giữa các máy tính cá nhân trong một không gian hẹp đòi hỏi ít băng thông.
- Giao tiếp không dây với các thiết bị vào ra của máy tính, chẳng hạn như chuột, bàn phím và máy in.
- Truyền dữ liệu giữa các thiết bị dùng giao thức OBEX.
- Thay thế các giao tiếp nối tiếp dùng dây truyền thống giữa các thiết bị đo, thiết bị định vị dùng GPS, thiết bị y tế, máy quét mã vạch, và các thiết bị điều khiển giao thông.
- Thay thế các điều khiển dùng tia hồng ngoại.
- Gửi các mẩu quảng cáo nhỏ từ các pa-nô quảng cáo tới các thiết bị dùng Bluetooth khác.
- Điều khiển từ xa cho các thiết bị trò chơi điện tử như Wii - Máy chơi trò chơi điện tử thế hệ 7 của Nintendo[5] và PlayStation 3 của Sony.
- Kết nối Internet cho PC hoặc PDA bằng cách dùng điện thoại di động thay modem.